# Jorma Aalto (politico)
Jorma Sakari Aalto (Säkkijärvi, 14 febbraio 1935 – Helsinki, 15 gennaio 2019) è stato un funzionario e politico finlandese.

## Biografia
Laureato in giurisprudenza, fu deputato fra il 1971 e il 1973. È stato difensore civico 1974–1986. Ricoprì la carica di Cancelliere di giustizia (equivalente finlandese del Procuratore generale) dal 1986 al 1998, anno in cui si ritirò a vita privata.
| Controllo di autorità | ISNI (EN) 0000 0004 8447 5133 |